# 麥春芳
麦春芳（1499年—？年），字元實，廣東廣州府南海縣民籍顺德县人。

## 生平
治《詩經》，行一，由府學生中式壬午科（1522年）廣東鄉試第二名舉人，年二十五歲中式嘉靖二年（1523年）癸未科會試第一百八名，第三甲第二名進士。初授行人司行人，历官礼部精膳司员外郎，嘉靖十一年（1532年）出为贵州按察司提学佥事。

## 家族
曾祖麦讓。祖父麦壅，義官。父麦俊。母钟氏。具庆下。弟仲芳、承芳、廷芳。